# A Kung Fu Panda – A végzet mancsai epizódjainak listája
Ez a lista a Kung Fu Panda – A végzet mancsai című animációs sorozat epizódjainak listáját tartalmazza.

## Évados áttekintés
| Évad | Évad | Epizódok | Eredeti sugárzás   | Eredeti sugárzás | Magyar sugárzás  | Magyar sugárzás     |
| Évad | Évad | Epizódok | Évadpremier        | Évadfinálé       | Évadpremier      | Évadfinálé          |
| ---- | ---- | -------- | ------------------ | ---------------- | ---------------- | ------------------- |
|      | 1    | 26       | 2018. november 16. | 2019. július 4.  | 2020. január 18. | 2020. szeptember 7. |

## Epizódok

### 1. évad (2018-2020)
| #   | Eredeti cím                            | Magyar cím                            | Rendezte                        | Írta                      | Eredeti premier    | Magyar premier       |
| --- | -------------------------------------- | ------------------------------------- | ------------------------------- | ------------------------- | ------------------ | -------------------- |
| 1.  | Enter the Dragon Master                | A Sárkánymester színre lép            | Lane Lueras                     | Elliott Owen              | 2018. november 16. | 2020. január 18.     |
| 2.  | Blue Dragon Plays with Fire            | Kék Sárkány a tűzzel játszik          | Lane Lueras                     | Elliott Owen              | 2018. november 16. | 2020. január 19.     |
| 3.  | Blade of the Red Phoenix               | A Vörös Főnix pengéje                 | Johnny Castuciano               | Elliott Owen              | 2018. november 16. | 2020. január 20.     |
| 4.  | The Intruder Flies a Crooked Path      | A betolakodó görbe ösvényre térít     | James Wootton                   | Michael Ryan              | 2018. november 16. | 2020. január 21.     |
| 5.  | A Fistful of Herbs                     | Egy marék gyógyfű                     | Lane Lueras                     | Benjamin Lapides          | 2018. november 16. | 2020. január 22.     |
| 6.  | Poison in the Pit of the Plum          | Méreg a szilvaveremben                | Johnny Castuciano               | Johanna Stein             | 2018. november 16. | 2020. január 23.     |
| 7.  | Big Trouble in Panda Village           | Galiba Pandafalván                    | James Wootton                   | Elliott Owen              | 2018. november 16. | 2020. január 24.     |
| 8.  | Secrets Lost to Shadow                 | Árnyba veszett titkok                 | Mike Mullen                     | Mitch Watson              | 2018. november 16. | 2020. január 25.     |
| 9.  | Out of the Cave and Onto Thin Ice      | Barlangból vékony jégre               | Lane Lueras és Rhianna Williams | Benjamin Lapides          | 2018. november 16. | 2020. január 26.     |
| 10. | Return of the Four Constellations      | A Négy Csillagkép visszatér           | Lane Lueras és James Wootton    | Nicole Belisle            | 2018. november 16. | 2020. január 27.     |
| 11. | Unholy Dragon Returns to the Mountains | A gonosz sárkány visszatér a hegyekbe | Mike Mullen                     | Johanna Stein             | 2018. november 16. | 2020. január 28.     |
| 12. | Sacrifice at the Edge of Time          | Áldozat az idő peremén                | Rhianna Williams                | Mitch Watson              | 2018. november 16. | 2020. január 29.     |
| 13. | End of the Dragon Master"              | A Sárkánymester bukása                | James Wootton                   | Elliott Owen              | 2018. november 16. | 2020. január 30.     |
| 14. | Journey to the East                    | Út keletnek                           | Mike Mullen                     | Benjamin Lapides          | 2019. július 4.    | 2020. augusztus 20.  |
| 15. | Curse of the Monkey King               | A majomkirály átka                    | Rhianna Williams                | Johanna Stein             | 2019. július 4.    | 2020. augusztus 21.  |
| 16. | A Game of Fists                        | Ököljáték                             | Lane Lueras                     | Lindsay Kerns             | 2019. július 4.    | 2020. augusztus 24.  |
| 17. | The Beast of the Wasteland             | A Senkiföldje fenevadja               | Mike Mullen                     | Nicole Belisle            | 2019. július 4.    | 2020. augusztus 25.  |
| 18. | Danger in the Forbidden City           | Veszély a Tiltott Városban            | Rhianna Williams                | Mitch Watson              | 2019. július 4.    | 2020. augusztus 26.  |
| 19. | The Battle(s) of Gongmen Bay           | Csaták a Gongmen-öbölben              | Lane Lueras                     | Elliot Owen               | 2019. július 4.    | 2020. augusztus 27.  |
| 20. | Gongmen City Hustle                    | Balhé Gongmen városban                | Mike Mullen                     | Benjamin Lapides          | 2019. július 4.    | 2020. augusztus 28.. |
| 21. | Night of the White Bone Demon          | A fehércsontú démon éjszakája         | Rhianna Williams                | Johanna Stein             | 2019. július 4.    | 2020. augusztus 31.  |
| 22. | Rise of the Empress                    | A császárnő felemelkedése             | Tom Galvin                      | Lindsay Kerns             | 2019. július 4.    | 2020. szeptember 1.  |
| 23. | Bridge Over Troubled Lava              | Híd a lávafolyam felett               | Mike Mullen                     | Nicole Belisle            | 2019. július 4.    | 2020. szeptember 2.  |
| 24. | House of Flying Pandas                 | A repülő pandák háza                  | Rhianna Williams                | Bethany Armstrong Johnson | 2019. július 4.    | 2020. szeptember 3.  |
| 25. | Coronation of the Iron Goddess         | A Vasistennő koronázása               | Tom Galvin                      | Mitch Watson              | 2019. július 4.    | 2020. szeptember 4.  |
| 26. | The Invincible Armour                  | A legyőzhetetlen páncél               | Mike Mullen                     | Elliot Owen               | 2019. július 4.    | 2020. szeptember 7.  |